# Kövér porcsin
A kövér porcsin avagy portuláka (Portulaca oleracea) a porcsinfélék családjába tartozó növényfaj.

## Elterjedése
Ázsiában őshonos, de Európa, Afrika és Amerika mérsékelten meleg területein is előfordul. Magyarországon elterjedt, gyakori növény. Szántóföldi kultúrákban gyomnövényként tartják számon.

## Jellemzése
Csupasz, 30 cm magas, egynyári növény, húsos, kúszó szárral. Pozsgás, fényes levelei sötétzöld színűek, tojásdad alakúak. Virágainak 5-6 szirma van. Kellemesen savanykás íze miatt főzve fogyasztják.

## Felhasználása
Belsőleg a kövér porcsin a szívproblémák, illetve a szív- és érrendszeri betegségek megelőzésére ajánlott. Mint állítólagos megelőző szert "az öregedés folyamatának lassítására" alkalmazzák. Külsőleg izomgörcsök fellazítására használatos.

## Gyógyhatása
A kövér porcsin az omega-3 zsírsavakban leggazdagabb növény. E zsírsavak egyébként még például a halolajakban, chiamag olajban, dióban és a lenmag olajban fordulnak elő jelentős mennyiségben. Innen származik gyulladásgátló és véralvadást gátló (vérkeringést serkentő, érelmeszesedés kialakulásának veszélyét mérséklő) tulajdonsága. Magas C- és E-vitamin, valamint béta-karotin és glutationtartalmának köszönhetően antioxidáns és immunerősítő hatást fejt ki. A vér koleszterin- és cukorszintjére kifejtett hatásával védi az artériákat.
Ásványi sókat is tartalmaz: kalciumot, káliumot, magnéziumot, foszfort. Mézgája lágyító hatású, frissítő, sebgyógyító, víz- és féreghajtó. Elrágva erősíti a foggyökereket és megszünteti a fogínyvérzést.
A friss növény megfőzve mai ismereteink szerint semmilyen problémát nem okoz.